# Recio
José Luis García del Pozo, bekannt als Recio (* 11. Januar 1991 in Málaga), ist ein spanischer Fußballspieler.

## Karriere

### Vereine
Recio stammt aus der Jugendabteilung des FC Málaga. Er debütierte am 11. November 2010 unter dem Trainer Manuel Pellegrini in der ersten Mannschaft in der 4. Runde der Copa del Rey beim 3:2-Sieg im Rückspiel gegen Hércules Alicante. Zehn Tage später – am 21. November 2010 – lief Reco bei der 3:0-Niederlage bei Deportivo La Coruña erstmals und über die gesamte Spielzeit in der Primera División auf. Am 30. November 2010 erhielt Recio seinen ersten Profivertrag mit einer Laufzeit bis zum 30. Juni 2015.
Anfang Januar 2013 wechselte Recio auf Leihbasis – zunächst bis zum Ende der Saison 2012/13 – zum FC Granada. Nach der Saison wurde das Leihgeschäft auf die Saison 2013/14 ausgedehnt; gleichzeitig wurde sein Vertrag beim FC Málaga bis zum 30. Juni 2016 verlängert. In Granada konnte sich Recio durchsetzen und wurde zum Stammspieler. In 45 Einsätzen gelangen ihm zudem vier Tore.
Zur Saison 2014/15 kehrte Recio nach Málaga zurück. 2018 wechselte er zum CD Leganés. Für die Saison 2020/21 wurde er an SD Eibar verliehen.

### Nationalmannschaft
Recio spielte bisher für die U-20-, mit der er an der U-20-Fußball-Weltmeisterschaft 2011 teilnahm, und die U-21-Auswahl seines Heimatlandes.